# Otostigmus kretzii
Otostigmus kretzii är en mångfotingart som beskrevs av Wolfgang Bücherl 1939. Otostigmus kretzii ingår i släktet Otostigmus och familjen Scolopendridae. Inga underarter finns listade i Catalogue of Life.